# Niobe, Regina di Tebe
Niobe, Regina di Tebe (título original en italiano; en español, Níobe, reina de Tebas) es una ópera en tres actos con música de Agostino Steffani y libreto en italiano de Orlandi basado en el antiguo personaje griego de Níobe tal como lo describe Ovidio en sus Metamorfosis. Se estrenó en el teatro de la corte de Múnich en la temporada de carnaval de 1688.
La partitura se encuentra en la Biblioteca Nacional de Viena. Se han publicado extractos en Riemann Ausgewählte Werke iii. Largo tiempo abandonada, la ópera se repuso en Schwetzingen en 2008, en Londres en 2010 y en Boston en 2011. En las estadísticas de Operabase aparece con sólo dos representaciones en el período 2005-2010, siendo sin embargo la primera y más representada de Steffani.